# NY Большого Пса
NY Большого Пса (лат. NY Canis Majoris) — одиночная переменная звезда в созвездии Большого Пса на расстоянии (вычисленном из значения параллакса) приблизительно 15480 световых лет (около 4746 парсеков) от Солнца. Видимая звёздная величина звезды — от +14,1m до +12,6m.

## Характеристики
NY Большого Пса — пульсирующая полуправильная переменная звезда типа SRB (SRB:).